# Єрмолов Микола Григорович
Микола Григорович Єрмолов (нар. 1912, село Щепкіно Курської губернії, тепер Рильського району Курської області, Російська Федерація — 16 грудня 1992, місто Москва, Російська Федерація) — радянський діяч органів державної безпеки, 2-й секретар Ворошиловградського обкому КП(б)У, голова КДБ при РМ Киргизької РСР.

## Біографія
Народився у родині селянина-середняка. У 1931 році закінчив школу-дев'ятирічку в селі Крупець на Курщині. Член ВЛКСМ.
У червні — липні 1931 р. — каменяр на будівництві Запорізького алюмінієвого комбінату. У липні 1931 — серпні 1932 р. — заступник секретаря комітету комсомолу на будівництві Запорізького алюмінієвого комбінату.
У серпні 1932 — травні 1938 р. — студент Дніпропетровського металургійного інституту.
У травні — листопаді 1938 р. — інженер Нікопольського трубного заводу Дніпропетровської області.
У листопаді 1938 — вересні 1939 р. — курсант-однорічник 136-го гаубичного артилерійського полку Білоруського військового округу. У вересні 1939 — грудні 1940 р. — відповідальний секретар бюро ВЛКСМ 318-го гаубичного артилерійського полку Білоруського військового округу.
Член ВКП(б) з грудня 1940 року.
З січня 1941 р. — інструктор виробничого навчання Запорізького обласного управління трудових резервів. На початку німецько-радянської війни був евакуйований у східні райони СРСР. У січні — жовтні 1942 р. — майстер цеху № 35 заводу № 252 у місті Сталінську Новосибірської області. У жовтні 1942 — жовтні 1944 р. — партійний організатор ЦК ВКП(б) заводу № 526 у місті Сталінську Новосибірської області.
У жовтні 1944 — листопаді 1946 р. — слухач Вищої партійної школи при ЦК ВКП(б) у Москві.
У листопаді 1946 — грудні 1948 р. — 2-й секретар Ворошиловського міського комітету КП(б)У Ворошиловградської області. У грудні 1948 — лютому 1951 р. — 1-й секретар Ворошиловського (тепер — Алчевського) міського комітету КП(б)У Ворошиловградської області.
У лютому — 5 вересня 1951 року — 2-й секретар Ворошиловградського обласного комітету КП(б)У.
23 серпня 1951 — 26 вересня 1952 р. — заступник начальника 5-го Управління Міністерства державної безпеки (МДБ) СРСР у Москві.
26 вересня 1952 — 19 березня 1953 р. — начальник Управління МДБ по Дніпропетровській області. У квітні 1953 звільнений з органів Міністерства внутрішніх справ, але у вересні 1953 року поновлений на роботі.
У квітні — серпні 1953 року — завідувач промислово-транспортного відділу Дніпропетровського обласного комітету КПУ.
22 вересня 1953 — 5 червня 1954 р. — начальник Управління МВС по Дніпропетровській області. 5 червня 1954 — 11 лютого 1956 р. — начальник Управління КДБ по Дніпропетровській області.
11 лютого 1956 — 6 травня 1961 р. — голова КДБ при Раді Міністрів Киргизької РСР. У червні — жовтні 1961 р. — у розпорядженні Управління кадрів КДБ при Раді Міністрів СРСР.
З жовтня 1961 року — на пенсії у Москві.

## Звання
- полковник

## Нагороди
- орден Знак Пошани (25.08.1971)
- медалі